# Scheloribates bicornis
Scheloribates bicornis är en kvalsterart som beskrevs av Sandór Mahunka 1991. Scheloribates bicornis ingår i släktet Scheloribates och familjen Scheloribatidae. Inga underarter finns listade i Catalogue of Life.